# 马逸超
马逸超（1998年1月—），中国江苏省徐州市人，围棋职业六段棋手。他2012年入段，2017年7月升为五段，2021年4月升为六段。他获2014年第8届理光杯新秀赛亚军，进入2017年第3届梦百合杯本赛。他代表成都队参加2014年和2016-2018年围甲联赛。

## 国内比赛成绩
2014年第8届理光杯新秀赛连胜李维清、谢尔豪、辜梓豪杀入决赛，决赛中不敌黄云嵩，获得亚军。
2014年围甲联赛3胜10负，2016年围甲联赛0胜5负，2017年围甲联赛4胜9负。

## 国际比赛成绩
2017年第3届梦百合杯预选赛连胜赵宝龙、刘宇、李柱衡、蔡竞进入本赛64强，本赛首轮负于周睿羊。